# Congophiloscia albofasciata
Congophiloscia albofasciata là một loài chân đều trong họ Philosciidae. Loài này được Arcangeli miêu tả khoa học năm 1950.